# Discours de Belfort
Le discours de Belfort est un discours prononcé par le président de la République française, Emmanuel Macron, le 10 février 2022, à l'usine GE Steam Power de Belfort. Ce discours marque un tournant stratégique dans la politique énergétique de la France, notamment par l'annonce d'un ambitieux plan de relance du nucléaire civil, avec la construction de 6 à 14 EPR2 pour 2050,.

## Contexte
Le discours est prononcé dans un contexte de flambée des prix de l'énergie en Europe, amplifiée deux semaines plus tard par l'invasion russe de l'Ukraine. Il s'inscrit dans la volonté de l'exécutif de concilier la « transition énergétique et climatique » avec « la compétitivité des entreprises », tout en réaffirmant la nécessité d'« atteindre la neutralité carbone en 2050 ». 

## Annonces principales

### Plan de sobriété énergétique
Le « premier grand chantier », évoqué par Emmanuel Macron dans le discours de Belfort, est celui consistant à « gagner en sobriété [énergétique] ». « Nous devons en trente années être capable de baisser de 40 % nos consommations d'énergie », indique le président, qui mise pour cela sur « l'innovation » et « la transformation de nos processus industriels [et] de nos pratiques », notamment via « l'électrification ».   
« Produire en France les technologies qui se substitueront aux fossiles fait partie aussi de cette stratégie, ajoute Emmanuel Macron. C'est pourquoi nous croyons et nous développons, par des projets annoncés dès avant la crise, consolidés par France Relance et au cœur de France 2030, la filière hydrogène. » Le président de la république confirme « que le projet de gigafactory d'électrolyseurs développé par McPhy bénéficiera bien d'un soutien de l'État à hauteur de 114 millions d’euros ». « De la même manière, [...], à Allenjoie, du côté de Faurecia, nous accompagnerons à hauteur de 246 millions d'euros le projet permettant de construire une usine de réservoirs à hydrogène nécessaire aux mobilités ». 

### Plan de relance du nucléaire civil
Dans son discours, Emmanuel Macron annonce « deux décisions fortes » : « La première est de prolonger tous les réacteurs nucléaires qui peuvent l'être [...] au-delà de 50 ans »,,. Deuxièmement, le président de la république « souhaite que six EPR2 soient construits et que nous lancions les études sur la construction de huit EPR2 additionnels », visant un « début du chantier à l'horizon 2028 pour une mise en service du premier réacteur à l'horizon 2035 ». Emmanuel Macron promet que « des financements publics massifs de plusieurs dizaines de milliards d'euros seront engagés afin de financer ce nouveau programme ». 
« À côté de ces EPR, un appel à projets sera soutenu à hauteur d'un milliard d'euros par France 2030 et sera lancé pour faire émerger des petits réacteurs modulaires, les fameux SMR, mais aussi des réacteurs innovants permettant de fermer le cycle du combustible et de produire moins de déchets ». Le président de la république « fixe un objectif ambitieux » de « construire en France un premier prototype d'ici 2030 ».
Par ailleurs, le président, qui prononce son discours devant une monumentale turbine nucléaire Arabelle, déclare : « Reprendre en main notre destin énergétique [...] c'est aussi maîtriser sur notre sol les savoir-faire indispensables et disposer des éléments critiques pour la production d'énergie nucléaire »,. Il annonce ainsi la finalisation de « l'accord qui a été trouvé entre EDF et General Electric pour reprendre les activités liées au nucléaire de General Electric, notamment les activités de maintenance ou de fabrication des turbines Arabelle, de l'alternateur Gigatop ».
Enfin, il s'engage à mettre « en œuvre, en accord avec la Commission européenne, une nouvelle régulation de l'électricité nucléaire, en remplacement de l'ARENH, afin que les consommateurs français, ménages comme entreprises, puissent bénéficier de prix stables, proche des coûts de production de l'électricité en France », ajoutant que « c'est indispensable pour que nous puissions tirer tous les bénéfices de l'investissement historique de la Nation et de l'investissement que nous sommes en train d'acter ».

### Complémentarité avec les énergies renouvelables
Le chef de l'État défend « une stratégie plurielle » combinant nucléaire et énergies renouvelables. Il fixe l'objectif de multiplier « par près de 10 la puissance [solaire] installée pour dépasser 100 gigawatts » d'ici 2050 et d'atteindre « 40 gigawatts [d'éolien en mer] en service en 2050, soit une cinquantaine de parcs éoliens en mer »,. Le développement de l'éolien terrestre passe quant à lui au second plan,.  
Dans son discours, Emmanuel Macron « n'oublie pas [...] nos barrages hydroélectriques [...] dans lesquels nous allons continuer d'investir [...] en évitant les mises en concurrence ». Le président de la république revient ainsi sur la privatisation des 150 plus grands barrages, qu'il avait un temps envisagé pour complaire aux exigences de la Commission européenne.

## Mise en œuvre et retards
Malgré un large écho médiatique, la mise en œuvre des annonces du discours s'avère complexe. Ainsi, un chiffrage d'EDF de juin 2023 intègre un décalage du premier béton de l'îlot nucléaire de fin 2027 à septembre 2028 et celui de la mise en service de la première tranche des six EPR2 à Penly de septembre 2036 à juillet 2038. Le 17 mars 2025, à l'issue du 4e Conseil de politique nucléaire, l'Élysée acte officiellement un retard dans le calendrier de mise en service des premiers EPR2, initialement prévus pour 2035, repoussés à 2038. 
Le coût total du programme EPR2 aux conditions de 2020, initialement estimé à 51,7 milliards d'euros en 2022, est évalué à 67,4 milliards, et à 79,9 milliards d'euros aux conditions de 2023, indique la Cour des comptes le 14 janvier 2025, sur la base du chiffrage prévisionnel d'EDF de fin 2023. « La filière nucléaire française [...] est loin d’être prête et doit encore surmonter de nombreux défis dont certains sont préoccupants », estime la Cour des comptes, qui recommande de « retenir la décision finale d’investissement du programme EPR2 jusqu’à la sécurisation de son financement et l’avancement des études de conception détaillée »,.   

## Réactions et critiques
Plusieurs acteurs de la filière nucléaire saluent le discours de Belfort comme une relance stratégique du secteur. « Nous constatons déjà "l’effet discours de Belfort". Il y a de plus en plus de monde dans les écoles. Sur nos annonces d’emploi, nous avons un haut niveau de réponse », se félicite ainsi Patrick Bossaert, DRH de la direction ingénierie et projets nouveau nucléaire chez EDF. Du côté d'Orano, on constate la même effervescence. « Nous avons reçu 60 000 candidatures cette année, soit deux fois et demie plus qu’il y a deux ans. C’est bien le signe d’un regain d’intérêt pour la filière », illustre Hélène Derrien, la DRH du spécialiste français du cycle de l'uranium.
À l'inverse, des voix critiques pointent le retard dans la concrétisation des annonces,. « Il ne s’est rien passé depuis Belfort », déplore un acteur de la filière nucléaire, cité par Le Figaro, qui ajoute que « la structuration de la filière avance à un pas de sénateur ».
Du côté des industriels électro-intensifs, c'est surtout la stratégie tarifaire post-Belfort qui est critiquée. Le prix des contrats d'allocation de production nucléaire (à 70 euros le mégawattheure) est perçu comme trop élevé et leur possible mise aux enchères, à l'échelle européenne, est dénoncée le 20 mars 2025 comme « un bras d'honneur à l'industrie française » par Benoit Bazin, PDG de Saint-Gobain. Le versement nucléaire universel, dispositif censé remplacer l'ARENH à partir du 1er janvier 2026, est quant à lui critiqué pour ses seuils de redistribution trop élevés (à 78 euros le mégawattheure) et modifiables à tout moment par arrêté ainsi que pour ses effets de timing injustes (comme EDF vend sa production jusqu'à 5 ans à l’avance, les industriels qui achètent à différents moments recevront le même VNU, même si leur situation réelle diffère). 

## Postérité
Le discours de Belfort est devenu une référence structurante de la politique énergétique française de la première moitié des années 2020, en l'absence de programmation pluriannuelle de l'énergie (PPE) pleinement actualisée,,. Il constitue le socle du nouveau programme nucléaire porté par les gouvernements Castex, Borne, Attal, Barnier et Bayrou.